# Carsia labradoriensis
Carsia labradoriensis là một loài bướm đêm trong họ Geometridae.